# Симеон Богоприемец
Свети Симеон Богоприемец или Свети Симеон Праведни, жител на Йерусалим, благочестив праведник, споменат в Евангелието на Лука. Паметта му се чества на 3 февруари. Предният ден (2 февруари) е празникът Сретение Господне, един от Дванадесетте господски празници. 

## Възраст
Църковното предание приписва на Симеон Богоприемец изключително дълголетие, изчислено от руския агиограф Дмитрий Ростовски на 360-годишна възраст, в момента на смъртта му. Тя е чудотворно отложена от Господ с цел да присъства и да бъде сред главните участници в събитието, известно като Сретение Господне. Според житиетата му Симеон е един от т.нар. Седемдесет (от което име идва названието й "Септуагинта"), преводачите (всъщност 72 на брой) на "Стария завет" от еврейски на гръцки език, назначени за това от египетският цар Птоломей ІІ Филаделф (285 – 246 г. пр.н.е.) Според различни версии, от всеки от преводачите се е изисквало да представи свой превод на целия текст или на конкретна част от него. В съгласие с последната, легендата казва, че на свети Симеон се паднало да преведе книгата на пророк Исаия. Когато стига до глава 7 стих 14, решава, че в еврейския текст има грешка, а именно, че едва ли истинският текст е такъв, че да би се превел: „Девица ще зачене и ще роди Син, и ще Му нарекат името Емануил“. Явява се обаче ангел, който не му позволява да преведе текста иначе, нито да поправи предоставения му оригинал, наставлявайки го: „Писаното е точно, затова нищо не поправяй! Ти няма да вкусиш смърт, докато не видиш с очите си изпълнението на тия думи“. С това му е открито от Светия Дух, че няма да умре, докато не се срещне лично с Христос.

## Сретение Господне
Според апокрифа "Протоевангелие на Яков", Симеон става свещеник в Йерусалимския храм след убийството в него на Захарий, бащата на Йоан Кръстител (и съпруг на Елисавета, с което роднина на Иисус). След три дни жреците започват да се съветват кого да поставят вместо него и жребият се пада на Симеон.
Той изглежда още служи в храма, когато - 40 дни след раждането му - родителите на Иисус Христос, Йосиф и Дева Мария, го донасят за традиционния ритуал, установен от Мойсей във връзка със събитията от началото на Изхода от Египет (Изх 12:29), всяко първородно дете от мъжки пол да бъде представяно на Йехова (Изх. 34:19 – 20, Чсл. 18:15 – 16). Симеон ги среща там и веднага разпознава в бебето Месията. Според Библията, той го взема в ръцете си и в пророческо вдъхновение извиква: „Сега отпускаш Твоя раб, Владико, според думите си с миром, защото очите ми видяха Твоето спасение, което си приготвил пред лицето на всички народи – светлина за просвета на езичниците и слава на Твоя народ Израиля!“ После се обръща към удивените родители и след като ги благославя, казва на Богородица: „Ето, Този лежи за падане и ставане на мнозина в Израиля и за предмет на противоречия, и на самата тебе меч ще прониже душата, за да се открият мислите на много сърца“ (Лука. 2:25 – 35). Скоро след това явно умира.

## Мощи
При управлението на византийския император Юстиниан I мощите на свети Симеон са пренесени от Йерусалим в Константинопол и положени в храма  „Света Богородица Халкопратийска", където се пазят и тези на апостол Иаков, брат Господен, както и на Закария. По-късно са пренесени в Задар, Хърватия, а след това - в Йерусалим.